# اچ‌ام‌اس بلت (۱۸۰۶)
اچ‌ام‌اس بلت (۱۸۰۶) (به انگلیسی: HMS Belette (1806)) یک کشتی بود که طول آن ۱۰۰ فوت ۰ اینچ (۳۰٫۵ متر) بود. این کشتی در سال ۱۸۰۶ ساخته شد.